# 211378 Williamwarneke
211378 Williamwarneke è un asteroide della fascia principale. Scoperto nel 2002, presenta un'orbita caratterizzata da un semiasse maggiore pari a 2,6616474 UA e da un'eccentricità di 0,0813585, inclinata di 9,37113° rispetto all'eclittica.